# Gillmeria albertae
Gillmeria albertae là một loài bướm đêm thuộc họ Pterophoridae. Nó được tìm thấy ở vùng núi của Alberta gần Banff.
Con trưởng thành bay từ giữa tháng 7 đến tháng 8.